# Mikko Husu
Mikko Husu (30 septembre 1905 – 13 juin 1977) est un ancien fondeur finlandais.

## Championnats du monde
- Championnats du monde de ski nordique 1935 à Vysoke Tatry 
  -  Médaille d'or en relais 4 × 10 km.